# Les Âmes solitaires
Les Âmes solitaires (Einsame Menschen) est une pièce en cinq actes du lauréat allemand du prix Nobel de littérature Gerhart Hauptmann.
La pièce est représentée du 17 août au 23 novembre 1890 à Charlottenburg et le 11 janvier 1891 par la Freie Bühne au Residenztheater Berlin sous la direction de Cord Hachmann avec Emanuel Reicher dans le rôle de Johannes Vockerat. Toujours en 1891, le drame est au programme du Deutsches Theater de Berlin et du Burgtheater de Vienne. En 1891, le texte paraît en prétirage dans les volumes 1 à 6 du Freie Bühne für Modernes Leben.

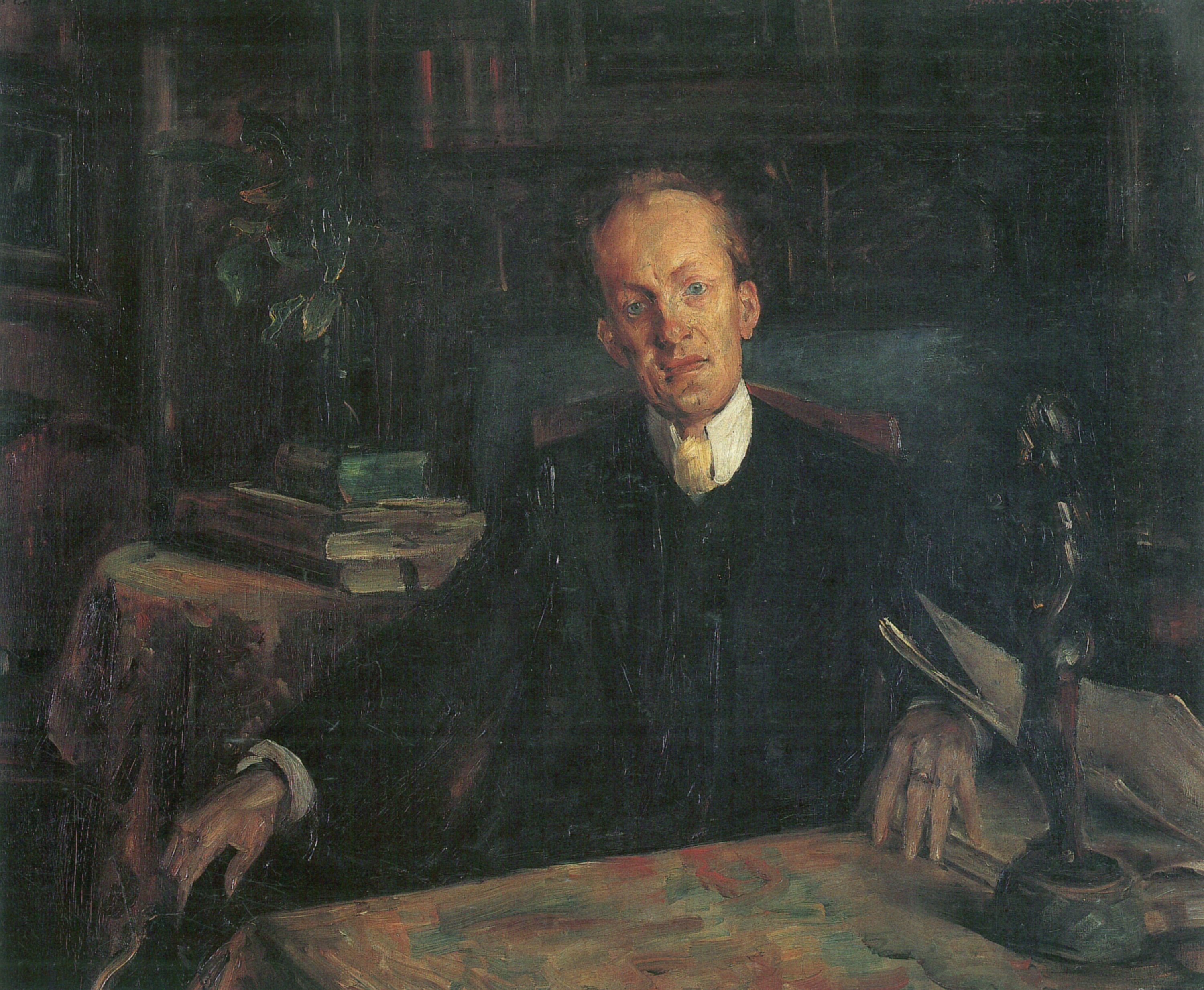
Gerhart Hauptmann, tableau de Lovis Corinth, 1900.

La pièce relate le tiraillement d'un homme tiraillé entre deux femmes et qui finit par devenir victime de sa propre faiblesse.

## Intrigue

### Acte 1
Dr. Johannes Vockerat, un chercheur de 28 ans, a loué pendant quatre ans une maison de campagne sur le Müggelsee. Lui et sa femme Käthe, âgée de 22 ans, ont un fils qui est baptisé dans la maison par le pasteur Kollin, âgé de 73 ans.
Johannes dirige une maison hospitalière. Son ami d'enfance, le peintre Braun, 26 ans, y habite parfois au bord de ce lac berlinois. L'étudiante zurichoise de 24 ans, presque sans le sou, Anna Mahr, qui vit à Reval (ou Tallinn), voyage de Suisse et aimerait rencontrer le peintre. Braun et Anna se sont rencontrés à Paris lors d'une exposition.
Johannes s'intéresse à Anna, lui parle et est vite conquis par son éducation et son jugement. Lorsque Johannes invite Anna à rester quelques semaines dans la maison de campagne, sa femme Käthe ne s'y oppose pas, mais la jeune mère fond secrètement en larmes. Käthe, qui ne comprend pas le travail de Johannes, est tout le contraire de l'étudiante sûre d'elle. Et Johannes a même dit cette vérité à sa femme depuis son horizon étroit.

### Acte 2
La mère de Johannes, Frau Vockerat, 50 ans, regarde de travers ce qui l'attend : enfin le fils a trouvé en Anna une jeune femme qu'il peut faire visiter dans ses châteaux académiques en l'air. Alors que certains des camarades de Johannes sont depuis longtemps des fonctionnaires, Johannes vit toujours son art non rentable de la recherche scientifique. Braun accuse également son ami de dire que ses « écrits psychophysiologiques » sont inutiles. Et dès que Käthe soulève une question urgente concernant la sécurité matérielle du ménage, son mari mondain la rebute.

### Acte 3
Käthe se plaint et maudit sa vie misérable à sa belle-mère. Johannes n’a jamais été sien : il se soucie d’abord de ses amis et, maintenant, il se soucie d’Anna.
Mme Vockerat réagit. Elle questionne son fils et lui dit que la jeune Zurichoise doit quitter la maison. Johannes menace de se suicider et empêche sa mère de chasser Anna. Braun réprimande également son ami. Johannes ne l'écoute pas et, alors qu'elle s'en va, il persuade Anna de rester.

### Acte 4
Bien qu'Anna précise à Johannes qu'une séparation est nécessaire, lorsque Braun l'accuse de comportement destructeur de la famille, elle refuse avec véhémence.
Mme Vockerat ne veut pas enquêter sur qui séduit qui, mais elle demande grâce à Anna. L'étudiante peut calmer la mère de Johannes. Votre séjour n'est plus.

### Acte 5
Johannes se rebelle contre sa mère. Comment peut-elle chasser son hôte ! La mère a appelé son mari, le propriétaire à bail du manoir Vockerat, âgé de 60 ans, pour obtenir de l'aide. Le père occupé se précipite et, à sa manière débonnaire, accuse le fils pécheur de faiblesse – assaisonné d'une suggestion de gentillesse du type : Ne négligez pas votre devoir. Johannes ne veut pas entendre les vieux trucs. Le père, toujours de bonne humeur, reste fidèle : lui et sa mère ont élevé Johannes dans la misère et maintenant ils lui demandent raison. Il ne peut pas être obtenu du méchant Johannes. Peu importe à l'homme déraisonnable que sa jeune épouse Käthe soit entre-temps devenue malade mentalement.
Dans une grande scène, Johannes demande à Anna de rester. La mise en scène de Gerhart Hauptmann : « Il l'enlace et les deux lèvres se rejoignent en un long et fervent baiser, puis Anna s'arrache et disparaît »,,.
Johannes exécute sa menace mentionnée ci-dessus. Il va dans l'eau. Le Müggelsee est à proximité. Käthe reproche à la belle-famille : pourquoi l'avez-vous « poussé à l'extrême ». Auparavant, Kathe avait exprimé sa compréhension pour son Johannes et s'est demandé « ... qu'est-ce qu'un homme aussi spirituel et savant devrait faire de vous ? ».

## Premières
- 6 décembre 1891, au Burgtheater. Ludwig Speidel (de) et Max Kalbeck n'étaient pas vraiment enthousiasmés par les débuts à Vienne[10].
- 1893, au Théâtre des Bouffes du Nord à Paris : Âmes solitaires, mise en scène d'Aurélien-Marie Lugné-Poe.
- 29 février 1920, au Deutsches Theater de Berlin. L'auteur l'a mis en scène lui-même.
- Mars 1929 au Volksbühne - Théâtre d'État pour la Prusse orientale et la Prusse occidentale Koenigsberg, mise en scène d'Adolf Rott (en).
- 1958 au London Arts Theatre (en), mise en scène de Richard Duschinsky avec Michael Atkinson dans le rôle de Johannes.
- Juillet 2009, dans la salle des peintres (Malersaal) du Deutsches Schauspielhaus Hambourg, mise en scène de Franziska Henschel.
- 13 octobre 2012, au NORD Studiobühne Stuttgart, mise en scène de Stephan Rottkamp avec Florian von Manteuffel dans le rôle de Johannes et Nadja Stübiger dans le rôle d'Anna.
- 29 octobre 2021, au Deutsches Theater de Berlin, mise en scène de Daniela Löffner (de).
- 16 décembre 2022, au Théâtre József Katona, à Budapest, mise en scène de Jakab Tarnóczi.

## Réception
- 1952 : Remarques de Mayer[11] sur la critique sociale : La vie de Käthe est « ratée » parce que la fille bourgeoise n'a pas été autorisée à apprendre quoi que ce soit de sensé. Et son mari Dr Johannes Vockerat a imaginé. Cherchant à bousculer la vision traditionnelle du monde, il a dégénéré en compromettant. La relation entre les personnages Johannes et Anna rappelle le Rosmersholm d'Ibsen (UA 1887).
- 1993 : Seyppel appelle la pièce « le jeu tiède du deuil intellectuel et conjugal »[12].
- 1995 : Leppmann écrit qu'Anna Mahr s'inspire de la jeune étudiante polonaise Józefa Krzyżanowska-Kodisowa (pl)[13],[A 2]. Anna Mahr serait en bonne compagnie avec Lisaweta Ivanovna (Thomas Mann, Tonio Kröger), de la même nature que des femmes aussi influentes que Berta von Suttner, Lily Braun, Lou Andreas-Salomé et Marie Bashkirtseff[14],[A 3]. L'étudiante russe Anna « a dû quitter sa patrie à cause de croyances progressistes » et était la seule personne avec qui l'érudit privé désespéré Johannes Vockerath pouvait avoir une conversation raisonnable. Vockerat a échoué à cause de « sa propre distraction et surexcitation »[15]. Leppmann commente les questions de foi comme suit. Bien que le capitaine protestant ne fût pas athée, il était sceptique quant à la christologie. Selon cela, le pasteur Kollin est apparu « onctueux et conforme au système » et « se met à l'aise sur terre »[16]. Et sur le suicide de Vockerat : « Il est dérouté par un "inconnu", une Russe de formation universitaire qui est en avance sur les conceptions morales de son temps... »[17].
- 1998 : Marx cite Gerhart Hauptmann en 1938 : Le peintre Braun s'inspire de son ami d'enfance, le peintre Hugo Ernst Schmidt[18] et Käthe Vockerat s'inspire de Marie, l'épouse de Hauptmann.
- 1998 : Peter Sprengel[19] certifie que Gerhart Hauptmann utilise « un langage fidèle à la réalité d'une grande authenticité idiomatique » et soupçonne l'auteur d'avoir « traité » une crise conjugale affectant son frère Carl. De plus, le cadre du Müggelsee fait référence au cercle des poètes de Friedrichshagener là-bas, et plus particulièrement à Laura Marholm. Comme dans la pièce précédente de Hauptmann, Das Friedensfest (de), une étrange jeune femme, intruse dans la famille analysée, déclenche la catastrophe.
- 2012 : Peter Sprengel dit que, dans ce premier drame, l'auteur s'est inspiré d'Ibsen. La rupture d'avec Ibsen suivra plus tard[20].

## Adaptations

### Cinéma et télévision
- 1963 : Einsame Menschen, téléfilm d'Axel Ivers

### Radio
- 1962 : SFB : adaptation et direction artistique par Curt Goetz-Pflug. Avec Fritz Tillmann comme Herr Vockerat senior, Trudik Daniel comme l'épouse, Thomas Holtzmann comme Johannes, Sabine Sinjen comme Käte, Gisela Uhlen comme Anna Mahr et Martin Hirthe comme Braun.
- 1962 : BR : adaptation et direction artistique par Rudolf Noelte. Avec Paul Hartmann comme Herr Vockerat senior, Mila Kopp comme l'épouse, Thomas Holtzmann comme Johannes, Gertrud Kückelmann comme Käthe, Gerd Vespermann comme Braun et Ellen Schwiers comme Anna Mahr.

## Littérature

### Éditions de livres
- Einsame Menschen. Drama, S. Fischer, Berlin, 1891
- Einsame Menschen. Drama, p. 259–369, in: Gerhart Hauptmann, Ausgewählte Dramen in vier Bänden, Bd. 1, Mit einer Einführung in das dramatische Werk Gerhart Hauptmanns von Hans Mayer, 692 pages, Aufbau-Verlag, Berlin, 1952  (cette édition a été utilisée dans l'article)

### Littérature secondaire
- Gerhard Stenzel (Hrsg.), Gerhart Hauptmanns Werke in zwei Bänden, Band II, 1072 Seiten, Verlag Das Bergland-Buch, Salzburg, 1956 (Dünndruck), p. 1045–1046, Inhaltsangabe
- Joachim Seyppel, Gerhart Hauptmann (Köpfe des 20. Jahrhunderts; 121), Überarbeitete Neuauflage, Morgenbuch-Verlag, Berlin, 1993  (ISBN 3-371-00378-7)
- (de) Wolfgang Leppmann, Gerhart Hauptmann : Eine Biographie, Berlin, Ullstein, 1996, 415 p. (ISBN 3-548-35608-7)  —  (texte identique dans Berlin : Propyläen (de), 1995, sous-titré Die Biographie (ISBN 3-549-05469-6)).
- Einsame Menschen, p. 58–64, in: Friedhelm Marx, Gerhart Hauptmann, Reclam, Stuttgart, 1998 (RUB 17608, Reihe Literaturstudium), 403 pages  (ISBN 3-15-017608-5)
- (de) Peter Sprengel, Geschichte der deutschsprachigen Literatur 1870–1900 : Von der Reichsgründung bis zur Jahrhundertwende, München, 1998 (ISBN 3-406-44104-1).
- (de) Peter Sprengel, Gerhart Hauptmann : Bürgerlichkeit und großer Traum. Eine Biographie, München, C.H. Beck, 2012, 848 p. (ISBN 978-3-406-64045-2).